# Vasile Măstăcan
Vasile Măstăcan, född den 5 november 1968 i Podu Turcului i Rumänien, är en rumänsk roddare.
Han tog OS-silver i åtta med styrman i samband med de olympiska roddtävlingarna 1992 i Barcelona.